# 김연수 (법조인)
김연수는 전라북도 진안군 동향면 대량리에서 태어나 1922년 3월 대구고등보통학교, 1928년 8월 변호사시험에 합격했다. 1945년 11월 대구지방법원 판사, 1951년 7월 광주지방법원 목포지원장, 1952년 5월 광주지방법원장, 1957년 7월 전주지방법원장, 1958년 9월 대전지방법원장, 1960년 1월 대구고등법원장에 임명되었다. 대구고등법원장에 재직하다가 김세완 대법관의 후임으로 대법관에 제청되어 임명되었다. 대법관 퇴임이후 신문윤리위원장에 선출되어 재직하였으며 1977년 3월 31일 새벽에 서울시 종로구 사직동 자택에서 사망했다.